# Нагорське
Наго́рське (рос. Нагорское) — село у складі Притобольного району Курганської області, Росія. Адміністративний центр Нагорської сільської ради.
Населення — 621 особа (2010, 659 у 2002).
Національний склад станом на 2002 рік:
- росіяни — 89 %